# Dondinho
João Ramos do Nascimento, dit Dondinho (né le  2 octobre 1917 à Campos Gerais au Brésil et mort le 16 novembre 1996 à São Paulo) est un footballeur brésilien.
Il est le père de la légende du football brésilien, Pelé (1940-2022).

## Biographie
Durant sa carrière, Dondinho a joué pour un certain nombre de clubs comme l'Atlético Mineiro et Fluminense. Contraint de quitter le terrain en tant que joueur à la suite d'une importante blessure au genou durant un match, il se consacre à l'éducation footballistique de son jeune fils alors âgé de 9 ans. Il décède le 16 novembre 1996 à São Paulo d'une insuffisance cardiaque.
Il est incarné par Seu Jorge dans le film Pelé : Naissance d’une légende (Pelé: Birth of a Legend) de Jeff et Michael Zimbalist sorti en 2016.